# Alexander Aitken
Pour les articles homonymes, voir Aitken.
Alexander Craig Aitken (1er avril 1895 à Dunedin – 3 novembre 1967 à Édimbourg) est un mathématicien néo-zélandais.

## Biographie
Alexander Aitken effectue ses études à l'université d'Édimbourg, où sa thèse impressionne tellement qu'avant même son doctorat — soutenu en 1926 — il est élu membre de la Royal Society of Edinburgh dès 1925. Il prend un poste à Édimbourg dès cette date. Il est élu à la Royal Society de Londres en 1936 pour ses travaux dans le domaine de la statistique, de l'algèbre et de l'analyse numérique.
Aitken est l'un des meilleurs calculateurs mentaux connus et a une prodigieuse mémoire,. Il connaît les 1 000 premières décimales de π et mémorise l'Énéide au collège (Otago Boys High School (en), à Dunedin). Cependant, son incapacité à oublier les horreurs dont il est témoin lors de la Première Guerre mondiale le conduit à de fréquentes dépressions.
Aitken est également un écrivain accompli, il est élu à la Royal Society of Literature de Londres en 1964 à la suite de la publication de ses mémoires de guerre. Il excelle aussi dans les domaines de la musique et du sport : Eric Fenby le décrit comme le musicien amateur le plus accompli qu'il ait jamais connu et il est un champion d'athlétisme dans sa jeunesse.
Un prix Aitken est remis annuellement par la Société mathématique de Nouvelle-Zélande pour récompenser la meilleure conférence étudiante de son colloque annuel. Le prix est inauguré en 1995 à l'université d'Otago, lors d'un rassemblement de mathématiciens et statisticiens destiné à célébrer le centième anniversaire de la naissance d'Aitken.
La conférence Aitken est créée en 2009 conjointement par la London Mathematical Society et la Société mathématique de Nouvelle-Zélande : cette distinction permet à un mathématicien néo-zélandais de donner une série de conférences durant quelques semaines dans des universités britanniques – c'est le pendant de la conférence Forder, qui remonte à 1985 et grâce à laquelle des mathématiciens britanniques vont dans des universités néo-zélandaises.

## Sélection de publications
- « On Least Squares and Linear Combinations of Observations », Proceedings of the Royal Society of Edinburgh, vol. 55,‎ 1935, p. 42-48.
- avec H. Silverstone, « On the Estimation of Statistical Parameters », Proceedings of the Royal Society of Edinburgh, vol. 61,‎ 1942, p. 186-194 (DOI 10.1017/S008045410000618X ).
- Gallipoli to the Somme : Recollections of a New Zealand infantryman, Oxford, Oxford University Press, 1963, 177 p.

#### Autres liens
- (en) Peter Fenton, « Alexander Craig Aitken », NZMS Newsletter, vol. 63, avril 1995 (Centerfold)
- (en) David Giles, « A.C. Aitken, 1895-1967: A Distinguished New Zealand Mathematician », sur Département Économie de l'Université de Victoria (version du 24 septembre 2006 sur Internet Archive)
- (en) « Hommage »(Archive.org • Wikiwix • Archive.is • Google • Que faire ?) du Times
- (en) Citation de la Royal Society
- (en) « As Fast as Thought » (version du 7 octobre 2007 sur Internet Archive) (transcription d'une interview, sur la BBC en 1954, de Aitken et Wim Klein par Bertram Bowden (en)